# Sabotageschutz
Sabotageschutz bezeichnet die Gesamtheit der Maßnahmen gegen Sabotage. Dabei kann die Gefährdung sowohl von außen als auch von Innentätern ausgehen. Aufgabe des Sabotageschutzes ist es, lebens- oder verteidigungswichtige Einrichtungen, deren Ausfall oder Zerstörung die Gesundheit oder das Leben großer Teile der Bevölkerung erheblich gefährden kann oder die für das Funktionieren des Gemeinwesens unverzichtbar sind, vor Sabotageakten zu schützen.
Potenziellen Innentätern, die aufgrund ihres Wissens und/oder ihrer Nähe zur Einrichtung in der Lage sind, Sabotageakte zu verüben, soll diese Möglichkeit durch Sabotageschutz von vornherein genommen werden. Dadurch soll gewährleistet werden, dass die Funktionsfähigkeit lebens- und verteidigungswichtiger Einrichtungen erhalten bleibt. Zudem soll verhindert werden, dass sich eine mögliche Eigengefahr dieser Einrichtungen durch einen von einem Innentäter verübten Sabotageakt realisiert.

## Vorbeugender personeller Sabotageschutz
Ziel des vorbeugenden personellen Sabotageschutzes ist es in Deutschland, potenzielle Saboteure (Innentäter) von sicherheitsempfindlichen Stellen fernzuhalten, um den Schutz lebenswichtiger Einrichtungen sicherzustellen. Dieses sind solche, deren Beeinträchtigung auf Grund der ihnen anhaftenden betrieblichen Eigengefahr die Gesundheit oder das Leben großer Teile der Bevölkerung erheblich gefährden kann oder die für das Funktionieren des Gemeinwesens unverzichtbar sind und deren Beeinträchtigung erhebliche Unruhe in großen Teilen der Bevölkerung und somit Gefahren für die öffentliche Sicherheit oder Ordnung entstehen lassen würde. Wer an einer sicherheitsempfindlichen Stelle innerhalb einer lebens- oder verteidigungswichtigen Einrichtung oder wer innerhalb einer besonders sicherheitsempfindlichen Stelle des Geschäftsbereiches des Bundesministeriums der Verteidigung („Militärischer Sicherheitsbereich“) beschäftigt ist oder werden soll, über eine sicherheitsempfindliche Tätigkeit aus (§ 4 Abs. 4 f. SÜG). Um zu verhindern, dass in derart sensiblen Bereichen Personen beschäftigt sind oder werden sollen, die ein Sicherheitsrisiko darstellen könnten, werden auch diese einer Sicherheitsüberprüfung unterzogen. Üblicherweise findet diese im Bereich des Geheimschutzes statt. Die für die Sicherheitsüberprüfung zuständigen Stellen ernennen einen Sabotageschutzbeauftragten und einen Stellvertreter (§ 3a Abs. 2 SÜG). Der vorbeugende personelle Sabotageschutz ist in Deutschland eine Reaktion auf die Terroranschläge vom 11. September 2001 in den Vereinigten Staaten.

## Technischer und organisatorischer Sabotageschutz
Technische und organisatorische Maßnahmen zum Schutz der vielfältigen lebens- oder verteidigungswichtigen Einrichtungen entziehen sich einer einheitlichen und wirksamen gesetzlichen Regelung. Daher sind sie vom Sicherheitsüberprüfungsgesetz nicht umfasst.

## Lebenswichtige Einrichtungen
Lebenswichtige Einrichtungen bestehen in Deutschland im öffentlichen und nichtöffentlichen Bereich.

### Öffentlicher Bereich
Lebenswichtige Einrichtungen sind (§ 2–9 SÜFV):
- der Polizeivollzugsdienst beim Deutschen Bundestag
- die technischen Arbeitseinheiten/Arbeitseinheiten der Informationstechnik/Arbeitseinheiten, die den Betrieb der Informations- und Kommunikationstechnik sicherstellen, des Deutschen Bundestages, des Bundesrates, des Bundesverfassungsgerichts, der obersten Bundesbehörden und deren Geschäftsbereichen, deren Ausfall deren Tätigkeiten unmittelbar erheblich beeinträchtigen würde
- die Arbeitseinheiten, die der Informationstechnik der Deutschen Bundesbank beim unbaren Großbetragszahlungsverkehr dienen, sowie die Einrichtungen der zentralen Bargeldversorgung
- im Bundesministerium des Innern, für Bau und Heimat der Leitungsbereich für den Zivil- und Katastrophenschutz und in dessen Geschäftsbereich das Bundesamt für Bevölkerungsschutz und Katastrophenhilfe und die Bundesanstalt Technisches Hilfswerk sowie die Bundesanstalt für den Digitalfunk der Behörden und Organisationen mit Sicherheitsaufgaben
- im Geschäftsbereich des Bundesministeriums für Arbeit und Soziales die Arbeitseinheiten der Informationsverarbeitung und der Informationstechnik, die die Gewährung von unterhaltssichernden Leistungen durch die Bundesagentur für Arbeit sowie von Leistungen zur Daseinsvorsorge bei oder für Sozialversicherungsträger sicherstellen
- im Geschäftsbereich des Bundesministeriums für Gesundheit das Robert Koch-Institut
- im Geschäftsbereich des Bundesministeriums für Ernährung und Landwirtschaft Arbeitseinheiten wissenschaftlicher Einrichtungen, die in erheblichem Umfang mit hochtoxischen Stoffen oder pathogenen Mikroorganismen arbeiten.

### Nichtöffentlicher Bereich
Lebenswichtige Einrichtungen im nichtöffentlichen Bereich sind die Teile von Unternehmen, die mit dem Aufbau oder Betrieb des Digitalfunks der Behörden und Organisationen mit Sicherheitsaufgaben oder der Informations- und Kommunikationstechnik des Bundes beauftragt sind und deren Ausfall den Aufbau oder Betrieb des Digitalfunks der Behörden und Organisationen mit Sicherheitsaufgaben bzw. die Tätigkeit der obersten Bundesbehörden sowie von deren Geschäftsbereichen unmittelbar erheblich beeinträchtigen würde (§ 13 SÜFV).
Des Weiteren die Teile von Telekommunikationsunternehmen, die technische Einrichtungen, Systeme oder Server, die als Nachrichten identifizierbare elektromagnetische oder optische Signale oder Daten im Rahmen der Erbringung eines Telekommunikationsdienstes senden, übertragen, vermitteln, empfangen, steuern oder kontrollieren können („Telekommunikationsanlagen“) betreiben, deren Ausfall das Bereitstellen oder Aufrechterhalten der Telekommunikationsdienste nach dem Telekommunikationsgesetz erheblich beeinträchtigen kann sowie die Teile von Unternehmen, die Leitstellen für das Elektrizitätsübertragungsnetz betreiben, deren Ausfall die überregionale Elektrizitätsversorgung erheblich beeinträchtigen kann (§ 18 Abs. 1 SÜFV).
Ferner die Teile von Unternehmen, in deren Betriebsbereich gefährliche Stoffe bestimmter Mengen vorhanden sind, soweit der Betrieb nicht ausreichend durch organisatorische oder technische Maßnahmen gegen Eingriffe Unbefugter geschützt und dies in einem Sicherheitsbericht dokumentiert ist (§ 17 SÜFV).
Schließlich die Leitstellen von Unternehmen, die mit Eisenbahnen oder mit Untergrundbahnen Personen oder Güter befördern sowie die Teile von Unternehmen, in denen bestimmte Sicherungspläne verantwortlich erstellt werden oder die zu diesen vollständigen Sicherungsplänen Zugang haben (§ 18 SÜFV).

## Verteidigungswichtige Einrichtungen
Im nichtöffentlichen Bereich sind verteidigungswichtige Einrichtungen die Teile von Unternehmen, die unmittelbar dem Bau, der Wartung oder der Reparatur von wehrtechnischen Fahrzeugen, wehrtechnischem Material oder von Marineschiffen dienen (§ 10 Abs. 2 SÜFV).